# 金子隆
金子隆（？—1368年），元朝末年将领。
金子隆是元朝福建行省平章政事陳友定的部将。至正二十八年（1368年），明朝攻取福建，陈有定被杀。六月，金子隆起兵攻打延平路（今福建省南平市），被明朝将领沐英击败。金子隆等聚众抢劫，李文忠再次讨伐，将其擒获斩杀，于是明军平定建宁（今福建省建瓯市）、延平、汀州（今福建省长汀县）三路。